# Sylphe

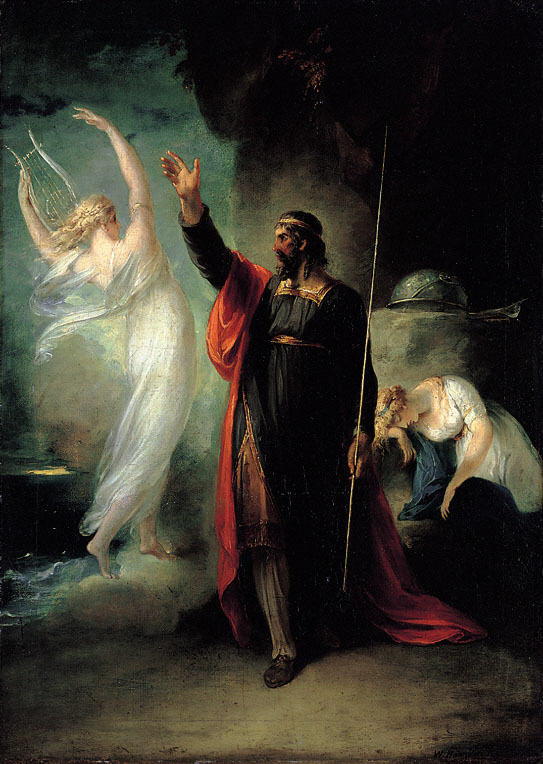
Prospero and Ariel, Ölgemälde von William Hamilton (1797). Abgebildet sind zwei Charaktere aus Shakespeares Tragikomödie Der Sturm.

Sylphen oder auch Sylvani sind mythische Naturgeister, die dem Element Luft zugeordnet sind, so wie Undinen Wassergeister sind. Der Salamander ist wiederum dem Feuer zugeordnet und die Zwerge oder Gnome der Erde. Sylphen sind ein Beispiel für die Spiritualisierung von Materie. Sie haben einen filigranen, feinen menschenähnlichen Körper und sind in der Lage, sich fortzupflanzen. Im Gegensatz zum Menschen sind sie jedoch seelenlos.
Ein bekannter Sylphe ist Ariel.
Paracelsus (1493–1541) gilt als literarischer Schöpfer der Sylphen. Er hat sich bei der Beschreibung der Naturgeister wohl an den Unterwesen der Kabbala orientiert.
Grimmelshausen ließ seinen Simplicissimus von Sylphen in den Mummelsee entführen und zum Mittelpunkt der Erde tauchen; hier scheinen Sylphen eher als Wassergeister aufgefasst zu werden.
In Goethes Faust ruft Faust die Elementargeister an. Auch die Sylphen sind dabei vertreten (u. a. Kapitel 6, Studierzimmer 1, 1275).

## Sylphide
Bis in die erste Hälfte des 20. Jahrhunderts bezeichnete man auch ein zartes und anmutiges Mädchen als Sylphide (nach dem Ballett La Sylphide). Auch Männer können sylphid (oder sylphenähnlich, sylphidenhaft) sein. Heute ist der Begriff in diesen Bedeutungen so gut wie vergessen.
Im Märchen Der standhafte Zinnsoldat von Hans Christian Andersen wird die tanzende Papier-Prinzessin am Ende des Märchens, nachdem sie zusammen mit dem einbeinigen standhaften Zinnsoldaten ins Feuer gefallen ist, wegen ihrer Eleganz und Anmut mit einer Sylphide verglichen:

„Da ging eine Tür auf, der Wind ergriff die Tänzerin und sie flog wie eine Sylphide in den Ofen zu dem Zinnsoldaten, loderte flammend auf und weg war sie! Da schmolz der Zinnsoldat zu einem Klumpen zusammen, und als das Mädchen am Tage danach die Asche herausnahm, fand sie ihn als ein kleines Zinnherz.“